# Randolph, Utah
Randolph är administrativ huvudort i Rich County i Utah. Orten hade 464 invånare enligt 2010 års folkräkning.

## Kända personer från Randolph
- David M. Kennedy, politiker